# داوود بن قطب شاه
سيدنا داود بن قطب شاه (وُلد في 23 ربيع الأول 946 هـ / 8 آب 1539 م؛ توفي في 15 جمادى الآخرة 1021 هـ/1612 م، في أحمد آباد، بالهند) كان الداعي المطلق السابع والعشرون من طائفة البهرة الداوودية من الإسلام المستعلي. خلف الداعي السادس والعشرون سيدنا داود بن عجب شاه في المنصب الديني.

## العائلة
وُلد سيدنا داود عام 1539 م. والده قطب شاه بن خواجة بن علي وأمه إيجال غوري بايشيبا بنت علي جوهري. وكانت والدته تحفظ القرآن كاملًا. تزوج سيدنا داود من حواء عاي صاحبة بنت محمد بن علي لكنها توفيت بعد فترة قصيرة. وبعدها تزوج سيدنا داود من راني آي صاحبة بنت علي بهاي بن جيفا بهاي. وأنجب منها ثلاثة أبناء: سيدنا عبد الطيب زكي الدين الأول، وسيدنا قطب خان قطب الدين، وميا خان جي، وابنة اسمها حبيبة. وبعد وفاتها تزوج سيدنا داود من وزيرة آي صاحبة بنت ميا آدم لكنها توفيت بعد فترة قصيرة. وبعدها تزوج سيدنا داود من شاها آي صاحبة بنت ميا خان. وكان له منها ابنة اسمها أمة الله باي صاحبة وابن اسمها ميا محمد.

## الحياة المبكرة
تلقى سيدنا داود تعليمه المبكر على يد شاه جي بن ميا شمعون بن جعفر. وفي سن العاشرة، حفظ القرآن الكريم. وفي الحادية والعشرين من عمره، أدى سيدنا الحج، ثم سافر إلى اليمن للدراسة على يد سيدنا يوسف نجم الدين الأول لمدة أربع سنوات. ثم عاد إلى الهند.

## الحياة
أصبح سيدنا داود بن قطبشاه الداعي المطلق عام 999 هـ (1591 م). وكانت فترة دعوته من 999 إلى 1021 هـ (1591 – 1612 م).
وكان سليمان بن حسن في اليمن عندما توفي الداعي السادس والعشرون سيدنا داود بن عجب شاه، فأرسل رسالة تعزية إلى قطب شاه، مما كان دليلًا على اعترافه بالسيد داود كالداعي والخليفة الشرعي.
في عام 1005 هـ، استدعى السلطان أكبر سيدنا داود بن قطب شاه للمثول أمام البلاط. ظل سيدنا في عزلة لمدة أربع سنوات، لكن كرم السلطان ورسالته وصلت إليه. وعندما وصل سيدنا إلى لاهور، كان السلطان في كشمير. فتم اصطحابه إلى بلاط كشمير. استقبله الإمبراطور وتأثر بروحانية سيدنا. عاد إلى أحمد آباد تحت حماية السلطان مع فرمان ملكي، وأمر المسؤولين في أحمد آباد بإظهار كل الاهتمام له واستقباله أينما ذهب باحترام بسبب علمه العظيم وفضيلته وتقواه.
فرمان السلطان أكبر:
"الله أكبر. يُصدر هذا الفرمان المجيد تكرّمًا لتلبية رغبات سردار طائفة البهرة الداودية، بعد النظر في أمره واستدعائه إلى ديواننا، وذلك حتى لا يعترض نوّاب ولاية كجرات، وخصوصًا السلطات في أحمد آباد وسيدهْبور والمناطق التابعة لهما، طريقه، وأن يُتركوا يأتون إلينا حسب إرادتهم. ويجب على السلطات ألّا تعترض طريقه وطريق أتباعه، لا سيما في ما يتعلّق بتقاليدهم الدينية، ونُظمهم، وضرائبهم، والأمور المحرّمة لديهم، كما يجب عليهم إعادة الممتلكات التي تم التحفّظ عليها أو ختمها، بعد إزالة الأختام عنها. ولا ينبغي تقييدهم في أي عمل أو مهنة يرغبون بها. بل ينبغي تسهيل أمورهم، وألّا تطمع السلطات في شيء مما يخصهم. كما يجب إعادة جميع الممتلكات التي تمّت مصادرتها، لأن قضيّتهم ستُؤخذ بعين الاعتبار قريبًا. وعلى الكروريين، والجاكيردار، وجميع المتصرفين المسؤولين في كجرات، أن يوفّروا كافة التسهيلات لهؤلاء الأشخاص الأتقياء أثناء مرورهم بأراضيهم. وإذا رغب في دليل يرافقه، فيجب توفيره له للحماية من السرقة ومخاطر الطريق، حتى يصلوا إلى مكانهم الآمن. ويجب اعتبار احترامهم واجبًا. صادر بتاريخ: 1 ربيع الأول سنة 1005هـ. العاصمة: لاهور."

## الخلافة
سيدنا داود بن قطبشاه عيّن (أعطى نص) للشيخ آدم صفي الدين بصفته الداعي المطلق التالي.

## الضريح
افتتح سيدنا محمد برهان الدين ضريحًا جديدًا عام 1996 م. استُوحيَت العديد من سمات الآثار الفاطمية من تصميمات واجهة الباب الأمامي وزواياه في الضريح. كما استُوحِيَ تصميما واجهة الباب الأمامي وزواياه من مسجد الأقمر وروضة الطاهرة.

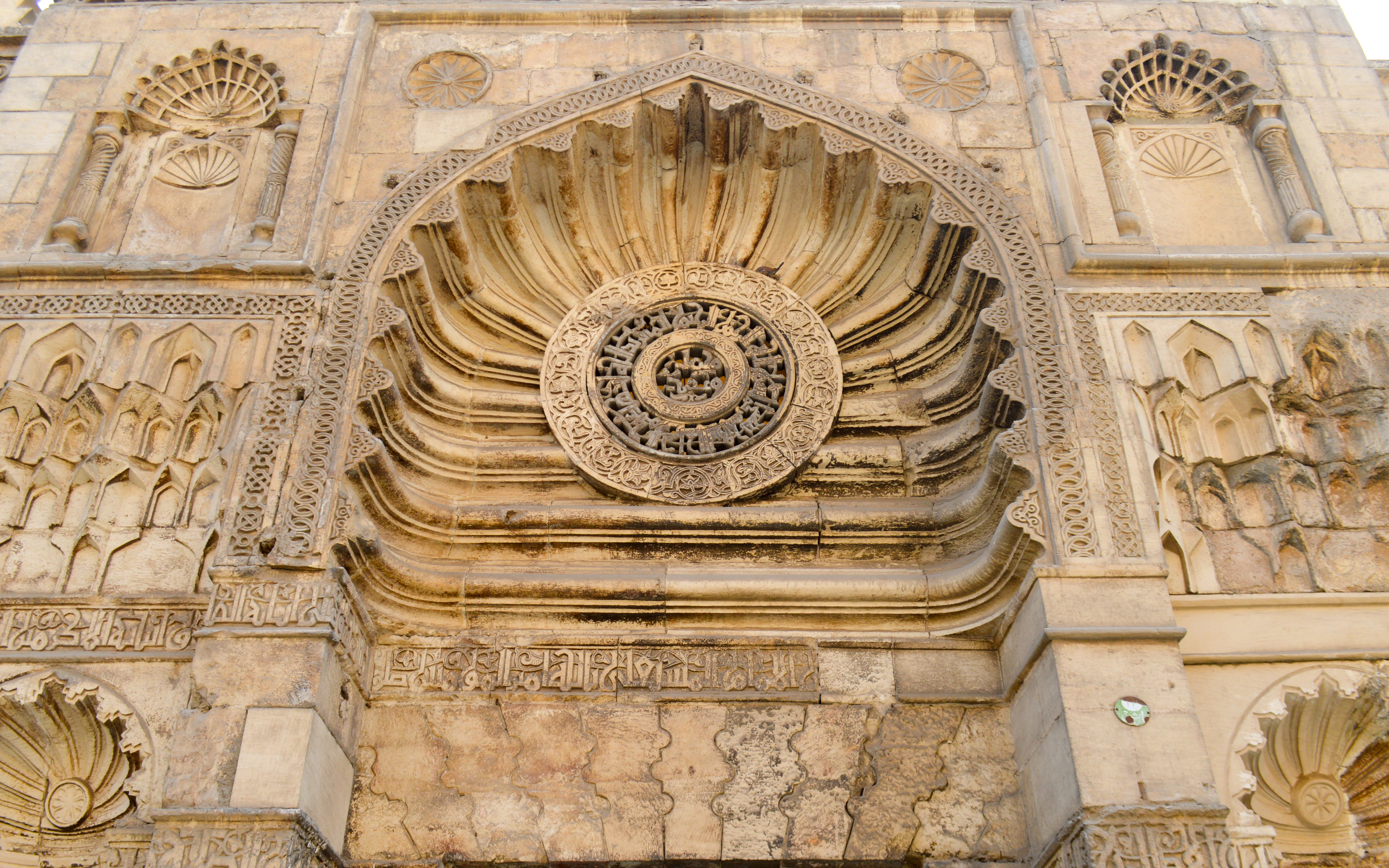
واجهة الجامع الأقمر التي تم استنساخها في أبواب الضريح (الصورة أعلى الصفحة).

## معرض الصور

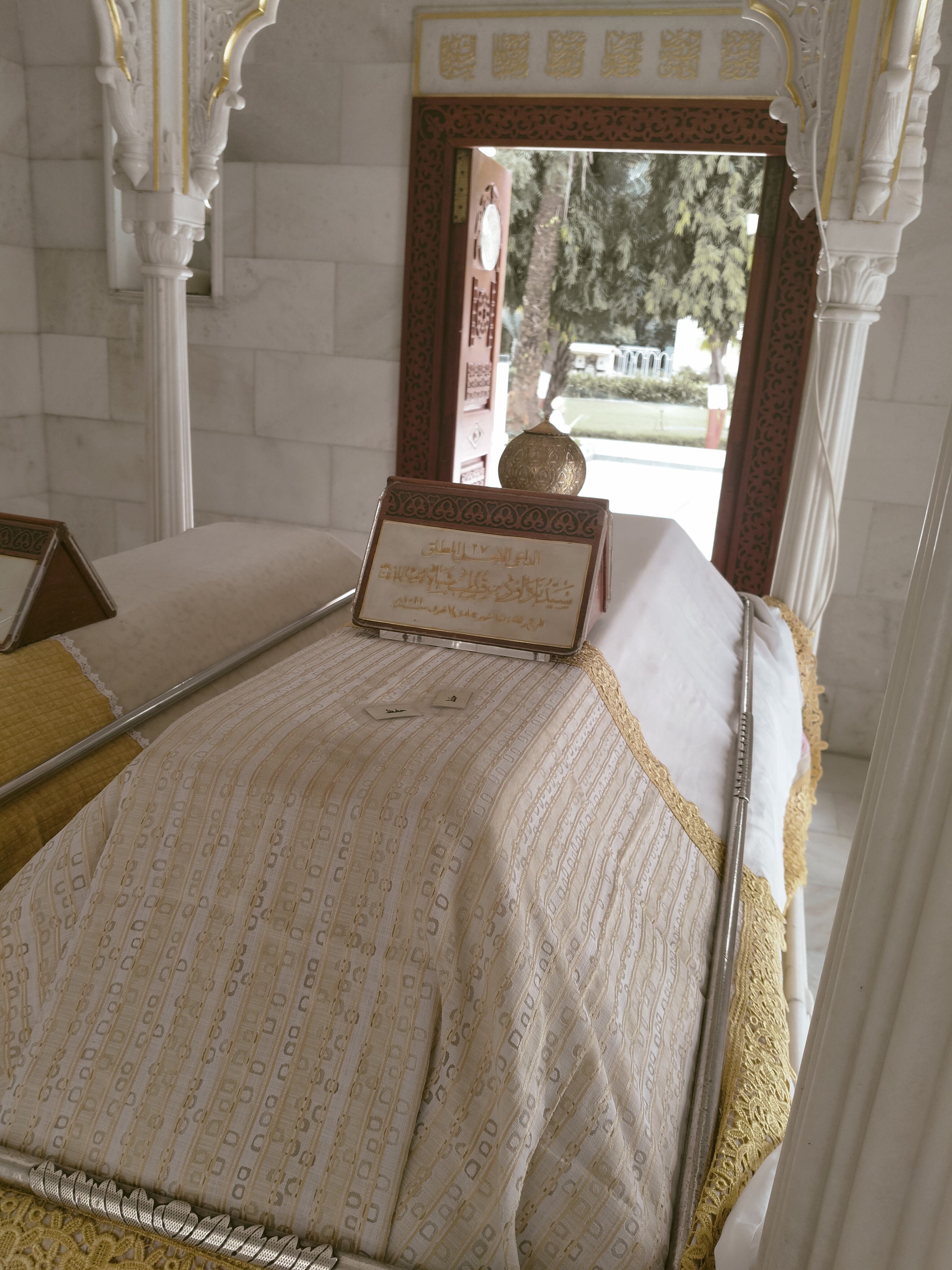
القبر السابع والعشرون لداي سيدنا داود بن كتب شاه
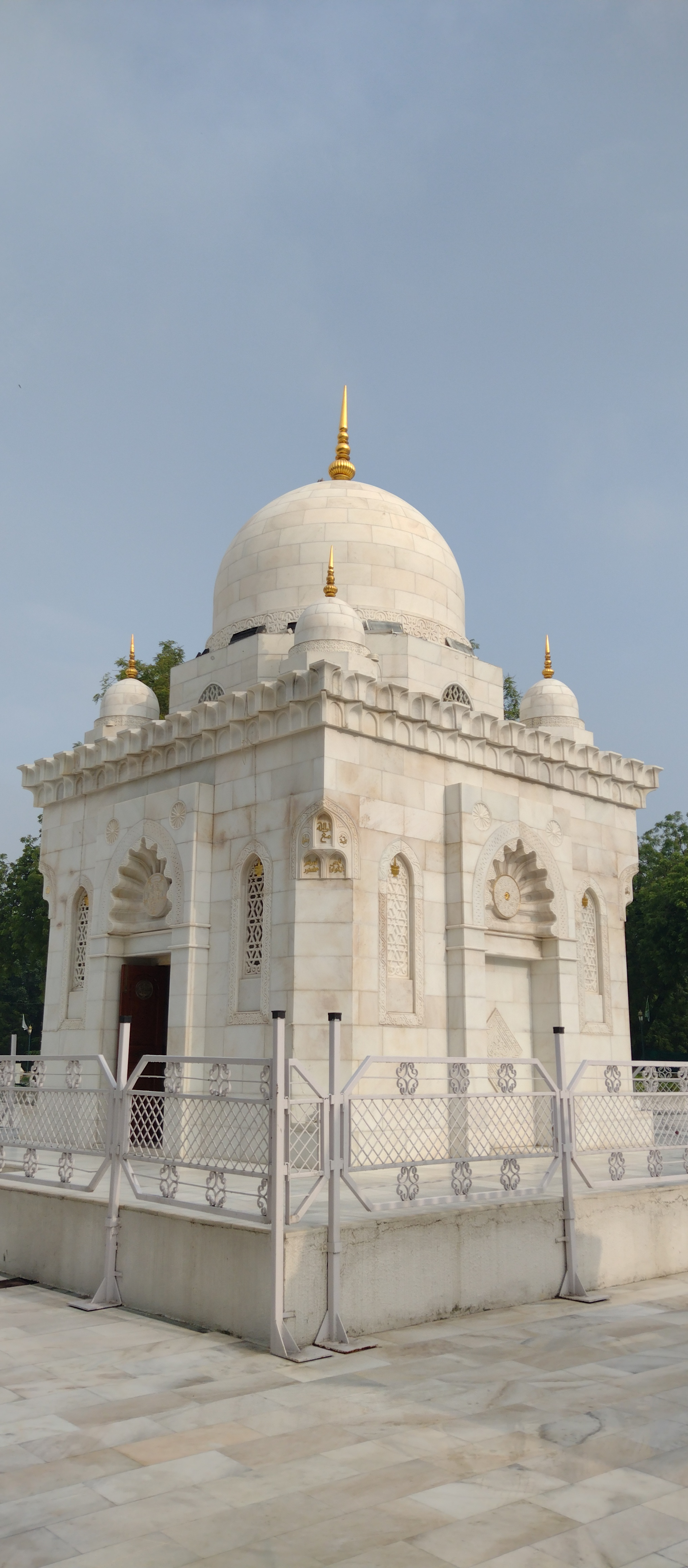
ضريح الداعي داوود

## قراءة إضافية
- دفتري، فرهاد، الإسماعيليون وتاريخهم وعقيدتهم (فصل -الإسماعيلية المستعلية-ص). 300-310)
- ليثان، يونغ، الدين، التعلم والعلم
- باخاراش، جوزيف دبليو ميري، الحضارة الإسلامية في العصور الوسطى
- الدعاة المطلقون في أحمد آباد

| ألقاب شيعيَّة                                                                         | ألقاب شيعيَّة                                    | ألقاب شيعيَّة              |
| ----------------------------------------------------------------------------------- | ---------------------------------------------- | ------------------------ |
| داوود بن قطب شاه الداعي المطلقولد: 8 آب 1539 م توفي: 15 جمادي الآخرة 1021 هـ/1612 م |                                                |                          |
| سبقه داوود بن عجب شاه                                                               | الداعي المطلق السابع والعشرون (27) 1591-1612 م | تبعه الشيخ آدم صفي الدين |